# Buba
Buba  este un oraș  în  Guineea-Bissau. Este reședinta  regiunii Quinara.